# ديك دالي
ديك دالي (بالإنجليزية: Dick Dale)‏ هو مغني أمريكي، ولد في 14 سبتمبر 1926، وتوفي في 26 ديسمبر 2014.